# Kindu
Kindu a Kongói Demokratikus Köztársaság újonnan alakult Maniema tartományának fővárosa. A város a Kongó partján fekszik, 500 m-es tengerszint feletti magasságon, Bukavu városától 400 km-re nyugatra. A város nemzeti nyelve a szuahéli.
Kindu városát vasút köti össze Kalemie, Kamina és Kananga városokkal. A városnak repülőtere is van (IATA: KND, ICAO: FZOA). A várost környező burkolatlan utak rossz állapotban vannak.

## Története
A város már a 19. század során fontos kereskedelmi központ volt, legfontosabb árucikkei az elefántcsont, az arany és a rabszolgák voltak. Már az 1860-as évektől éltek itt arab és szuahéli rabszolga-kereskedők, árucikkeiket innen karavánokkal szállították Zanzibárba, ahonnan az áru hajóval utazott tovább. Kinduban mind az iszlám mind a szuahéli kultúra emlékei megtalálhatók. Kindu városa Mobutu Sese Seko uralkodása alatt a korábbi Észak-Kivu tartomány fővárosa volt.
Kindu a katolikus egyházmegye központja is.

## Gazdaság
A város elhelyezkedése miatt mindig is fontos kereskedelmi központ volt. A folyó hajózható szakaszán fekszik. Jelenleg a városba érkező áru nagy részét légi úton is szállítják Gomából, Bukavuból és Kinshasából.

## Elhelyezkedése
Kindu a 2°57′D, 25°55′K földrajzi koordinátáknál fekszik, kb. 450 m tengerszint feletti magasságon.

## Területi felosztása
A várost az alábbi kerületek alkotják:
- Kasuku,
- Mikelenge,
- Alunguli